# Lisa Kirsebom
Ingegerd Lisa Kirsebom, född 11 oktober 1975 i Solna, är en svensk journalist och författare. 

## Biografi
Kirsebom har sedan sent 90-tal varit verksam som journalist med vetenskaplig inriktning och medarbetat i en lång rad tidningar och tidskrifter samt i scenproduktion  som programledare och moderator. Hon är ledarkolumnist i Sydsvenskan  och författare till en bok om organdonation, Ur döden liv, som utkom 2021. Hon är dessutom läromedelsförfattare med naturvetenskaplig profil och har även översatt vetenskaplig litteratur till svenska.
Kirsebom är gift med journalisten och författaren Andreas Ekström.